# Lumbovka
Lumbovka (rus. Лумбовка) je rijeka na sjeveru poluotoka Kola u Murmanskoj oblasti, Rusija. Duga je 80 km, s površinom porječja od 1040 km2. Lumbovka se ulijeva u Lumbovski zaljev Bijelog mora.